# Георгій-Добрево
Гео́ргій-До́брево (болг. Георги Добрево) — село в Хасковській області Болгарії. Входить до складу общини Любимець.

## Населення
За даними перепису населення 2011 року у селі проживали 266 осіб.
Національний склад населення села:
| Національність   | Кількість осіб | Відсоток |
| ---------------- | -------------- | -------- |
| болгари          | 154            | 59,2%    |
| турки            | 62             | 23,8%    |
| цигани           | 42             | 16,2%    |
| Всього відповіли | 260            |          |

Розподіл населення за віком у 2011 році:
Динаміка населення: